# Општина Лугашу Де Жос (Бихор)
Лугашу Де Жос (рум. Lugaşu De Jos) општина је у Румунији у округу Бихор.
Oпштина се налази на надморској висини од 242 m.